# Wereldbeker schaatsen 2013/2014 - Massastart mannen
De massastart voor mannen voor de wereldbeker schaatsen 2013/2014 stond voor de derde keer officieel op het programma, dit seizoen slechts twee keer. De eerste was op 8 maart 2014 in Inzell en de tweede en laatste was in Heerenveen op 14 maart 2014.
Titelverdediger was Arjan Stroetinga die in het klassement de meeste punten verzamelde en de Belg Bart Swings zodoende voorbleef. De Canadees Jordan Belchos werd derde. Dit seizoen was het Bob de Vries die de wereldbekerstand won voor Stroetinga en Swings.

## Reglementen
De mannen rijden een race van 20 rondes. Na 5, 10 en na 15 rondes is er een tussensprint waar de eerste vier rijders respectievelijk 5, 3, 2 en 1 punt krijgen. In de eindsprint na 20 rondes krijgen de eerste zes rijders respectievelijk 31, 15, 10, 5, 3 en 1 punt. Op deze manier is de winnaar van de eindsprint ook altijd de winnaar van de wedstrijd. De verdere einduitslag wordt eerst bepaald aan de hand van het behaalde aantal punten. Voor rijders die een gelijk puntenaantal behalen, inclusief diegenen zonder punten, is de volgorde van de eindsprint bepalend. Deelnemers die de race niet uitrijden, verliezen eventuele punten behaald in de tussensprints.
Bij zeer grote belangstelling zou de eerste wedstrijd eventueel opgesplitst worden in een A en een B-groep, maar dat bleek niet nodig.

## Podia
| Wedstrijd: | Goud:                      | Tijd     | Punten | Zilver:               | Punten | Brons:                       | Punten |
| Inzell     | Arjan Stroetinga Nederland | 10.11,43 | 31     | Bart Swings België    | 17     | Bob de Vries Nederland       | 11     |
| Heerenveen | Bob de Vries Nederland     | 10.51,34 | 36     | Maarten Swings België | 18     | Bram Smallenbroek Oostenrijk | 0      |

## Eindstand
| #  | Schaatser                   | INZ | HVN | Totaal |
| -- | --------------------------- | --- | --- | ------ |
| 1  | Bob de Vries                | 70  | 150 | 220    |
| 2  | Arjan Stroetinga            | 100 | 75  | 175    |
| 3  | Bart Swings                 | 80  | 90  | 170    |
| 4  | Maarten Swings              | 28  | 120 | 148    |
| 5  | Bram Smallenbroek           | 18  | 105 | 123    |
| 6  | Christijn Groeneveld        | 60  | 45  | 105    |
| 7  | Patrick Meek                | 50  | 40  | 90     |
| 8  | Andrea Giovannini           | 36  | 36  | 72     |
| 9  | Felix Rijhnen               | 24  | 32  | 56     |
| 10 | Brian Hansen                | 45  |     | 45     |
| 11 | Martin Hänggi               | 14  | 28  | 42     |
| 12 | Fredrik van der Horst       | 40  |     | 40     |
| 13 | Felix Maly                  | 32  |     | 32     |
| 14 | Sebastian Druszkiewicz      | 21  |     | 21     |
| 15 | Jevgeni Serjajev            | 16  |     | 16     |
| 16 | Shota Nakamura              | 12  |     | 12     |
| 17 | Håvard Holmefjord Lorentzen | 10  |     | 10     |
| 18 | Robert Binna                | 8   |     | 8      |
| 19 | Luca Stefani                | 6   |     | 6      |
| 20 | Livio Wenger                | 5   |     | 5      |

## Wereldbekerwedstrijden
Dit is een overzicht van de individuele wedstrijden.

### Inzell
| Rang   | Schaatser             | Punten massastart | Tijd     | Punten wereldbeker | GWC |
| ------ | --------------------- | ----------------- | -------- | ------------------ | --- |
| Goud   | Arjan Stroetinga      | 31                | 10.11,43 | 100                | 10  |
| Zilver | Bart Swings           | 17                | 10.11,56 | 80                 | 8   |
| Brons  | Bob de Vries          | 11                | 10.13,59 | 70                 | 7   |
| 4      | Christijn Groeneveld  | 10                | 10.11,69 | 60                 | 6   |
| 5      | Patrick Meek          | 5                 | 10.11,74 | 50                 | 5   |
| 6      | Brian Hansen          | 5                 | 10.18,49 | 45                 |     |
| 7      | Fredrik van der Horst | 5                 | 10.18,56 | 40                 |     |
| 8      | Andrea Giovannini     | 4                 | 10.15,67 | 36                 |     |
| 9      | Felix Maly            | 3                 | 10.13,49 | 32                 |     |
| 10     | Maarten Swings        | 3                 | 10.13,79 | 28                 |     |

### Heerenveen
Bob de Vries en Maarten Swings pakten een ronde voorsprong waardoor alle punten van de ingehaalde schaatsers werden afgenomen.
| Rang   | Schaatser            | Punten massastart | Tijd     | Punten wereldbeker | GWC  |
| ------ | -------------------- | ----------------- | -------- | ------------------ | ---- |
| Goud   | Bob de Vries         | 36                | 10.51,34 | 150                | 15   |
| Zilver | Maarten Swings       | 18                | 10.52,65 | 120                | 12   |
| Brons  | Bram Smallenbroek    | 0                 | 10.23,30 | 105                | 10,5 |
| 4      | Bart Swings          | 0                 | 10.24,88 | 90                 | 9    |
| 5      | Arjan Stroetinga     | 0                 | 10.24,95 | 75                 | 7,5  |
| 6      | Christijn Groeneveld | 0                 | 10.25,01 | 45                 |      |
| 7      | Patrick Meek         | 0                 | 10.25,20 | 40                 |      |
| 8      | Andrea Giovannini    | 0                 | 10.25,29 | 36                 |      |
| 9      | Felix Rijhnen        | 0                 | 10.25,42 | 32                 |      |
| 10     | Martin Hänggi        | 0                 | 10.25,80 | 28                 |      |

2011/2012 · 
2012/2013 · 
2013/2014 · 
2014/2015 · 
2015/2016 · 
2016/2017 · 
2017/2018 · 
2018/2019 · 
2019/2020 · 
2020/2021 · 
2021/2022 · 
2022/2023 · 
2023/2024 · 
2024/2025